# Primeiro Ensanche (Pamplona)

Localização do Primeiro Ensanche em Pamplona

O Primeiro Ensanche, ou Ensanche Velho (em basco: Lehenengo Zabalgunea) é a designação de um conjunto de quarteirões da capital de Navarra, Pamplona, em Espanha. O bairro foi construído no virar do século XIX para o século XX e situa-se entre a Cidadela, Taconera e o Palácio de Navarra (no fundo do Passeio de Sarasate, junto à Praça do Castelo).

## História
A Pamplona do século XIX era uma cidade de marcada personalidade militar, com as muralhas que a protegiam desde o século XVI e constituíam um cinturão que não a deixava crescer e provocava problemas de excessiva aglomeração urbanística. A edificação perto do exterior das muralhas era proibida por razões militares, naquilo que era designado por "zona polémica" no jargão militar. Em áreas um pouco mais distantes da cidade muralhada era permitido construir, mas apenas edifícios de madeira e com altura limitada. Aproveitando uma visita do rei Afonso XII de Espanha em 1884, conseguiu-se que as restrições à construção fossem ligeiramente atenuadas. As negociações para conseguir construir o Primeiro Ensanche, a primeira urbanização dentro das muralhas, junto à cidadela, foram iniciadas em 1887, por iniciativa do vereador Serafín Mata y Oneca. Para obter o assentimento dos militares, foram-lhes cedidos terrenos no souto de Ansoáin e um pagamento de 750 000 pesetas, além de água para os quartéis.

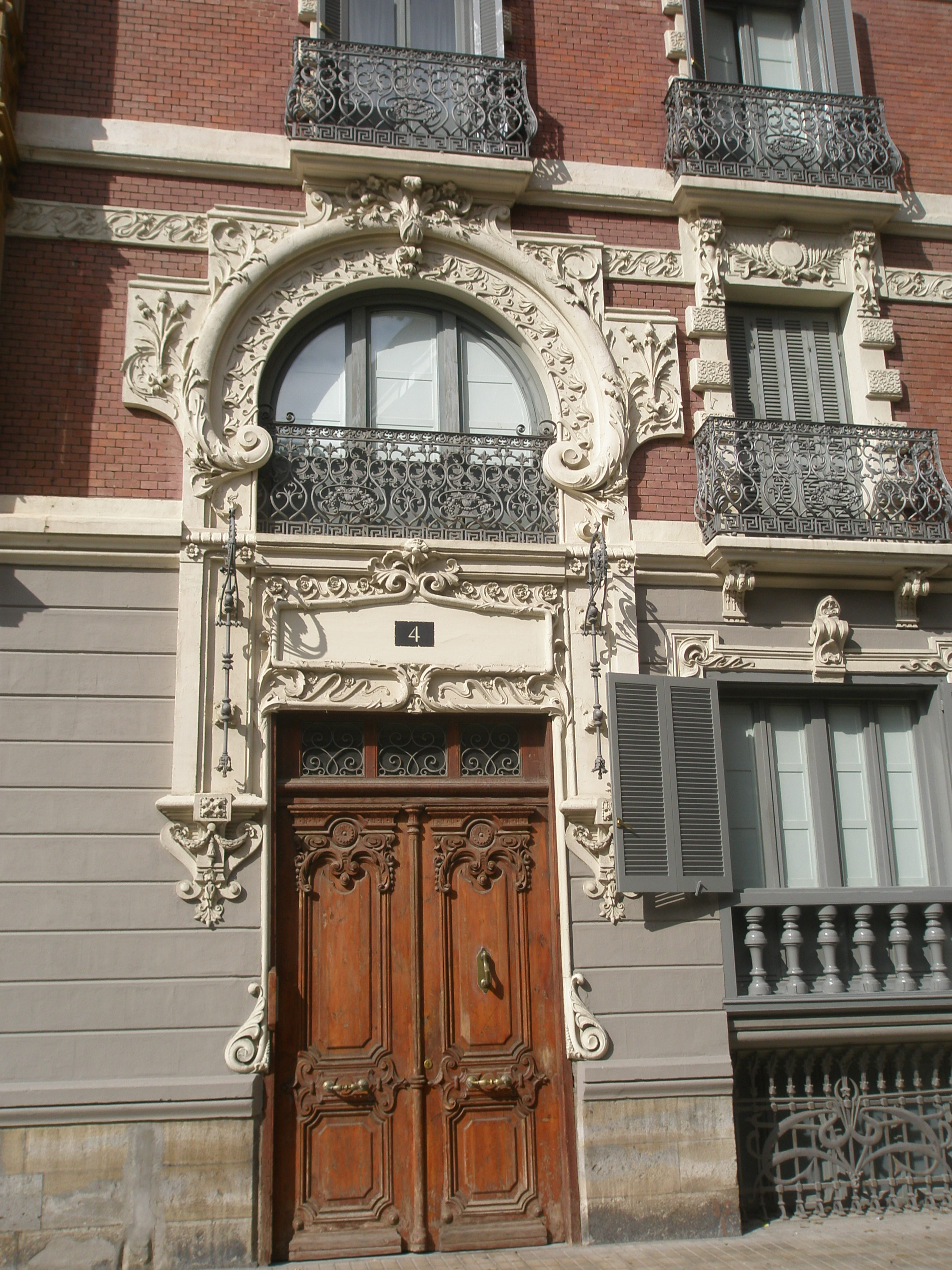
Fachada modernista

O estudo urbanístico foi da responsabilidade do "Ramo de Guerra", concretamente à "Comandancia de Ingenieros", que em maio de 1888 apresentou os planos que refletiam a solução que se ia adotar: uma ordenação longitudinal com cinco quarteirões poligonais, das quais o central é o mais largo, e uma zona adjacente às muralhas reservada para a construção de quartéis e outras edificações de uso militar. O âmbito da intervenção foi o espaço que atualmente se encontra entre a Rua Navas de Tolosa e a Cidadela. O projeto definitivo foi elaborado pelo arquiteto municipal  Julián Arteaga.
Em 1891 começaram a ser derrubados os baluartes de Santo Antão e da Vitória, na cidadela, os que controlavam a cidade, por estarem virados para ela e não para o exterior. Foi também derrubada a porta de São Nicolau, erigida em 1666, que foi posteriormente instalada nos jardins da Taconera em 1929.
O primeiro lote da urbanização foi vendido em 1890 e o último em 1900. O Ensache Velho tinha apenas cinco quarteirões, tendo as casas sido ocupadas pelas classes mais altas. Além dos edifícios de habitação, foram construídos o Palácio da Justiça (atualmente o Parlamento de Navarra), a Alhóndiga (mercado ou bolsa de cereais), a antiga a Escola de Artes e Ofícios e o chamado Tránsito Municipal. No amplo espaço plano restante junto às muralhas foram construídos quartéis em 1919, os quais foram demolidos nos anos 1960 exceto o Governo Militar.
Por causa da insistente recusa do exército em remover as já inúteis muralhas, Pamplona não pôde desfrutar mais cedo de um ensanche como o de Barcelona, São Sebastião e outras cidades espanholas.
O primeiro dos cinco quarteirões do Primeiro Ensanche perdeu-se na especulação do final do século XX e hoje está dividido em dois quarteirões formados por edifícios modernos.

## Edifícios e monumentos mais emblemáticos
- Monumento aos Foros de Navarra

- Cidadela

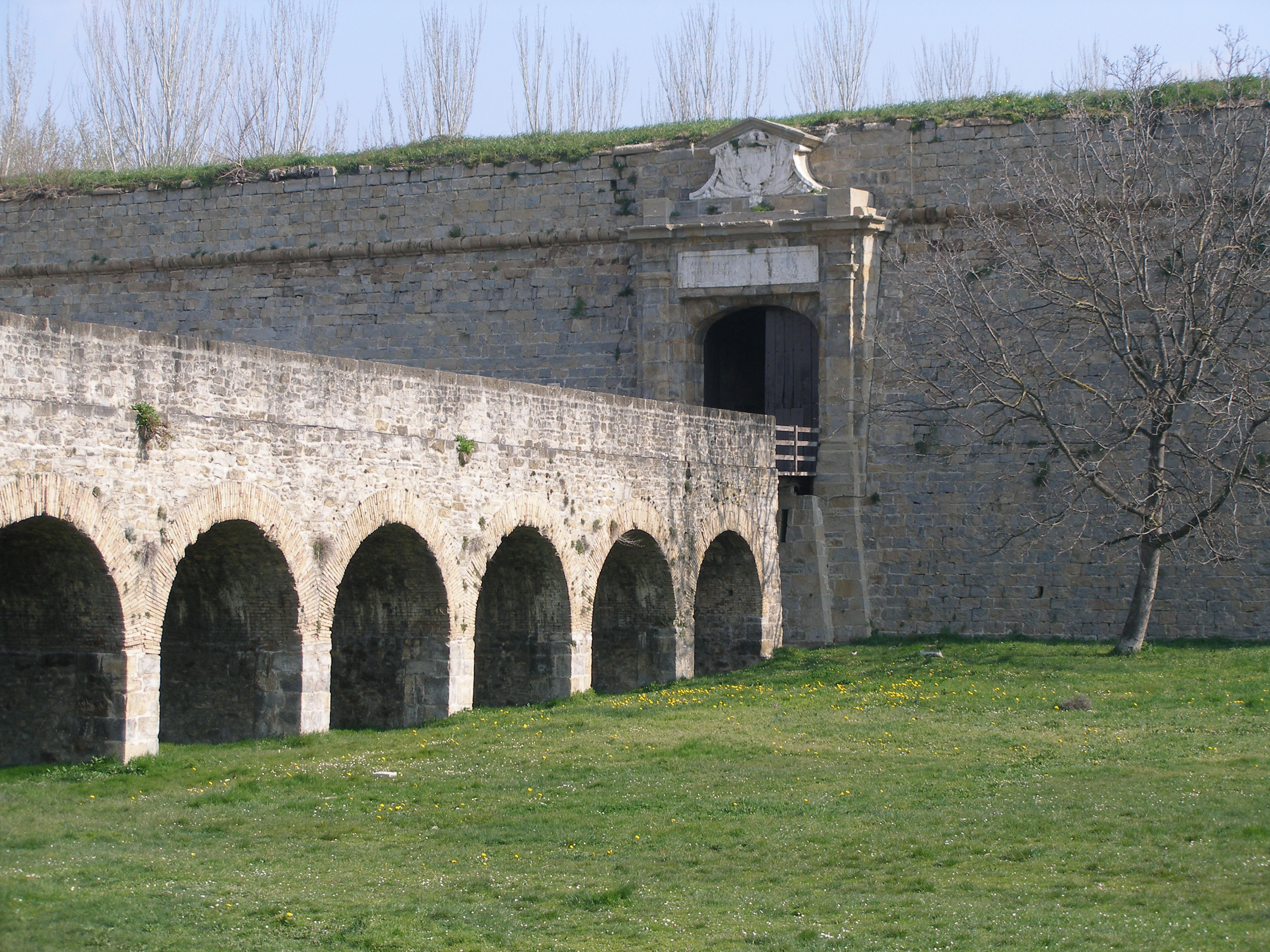
Porta do Socorro da Cidadela

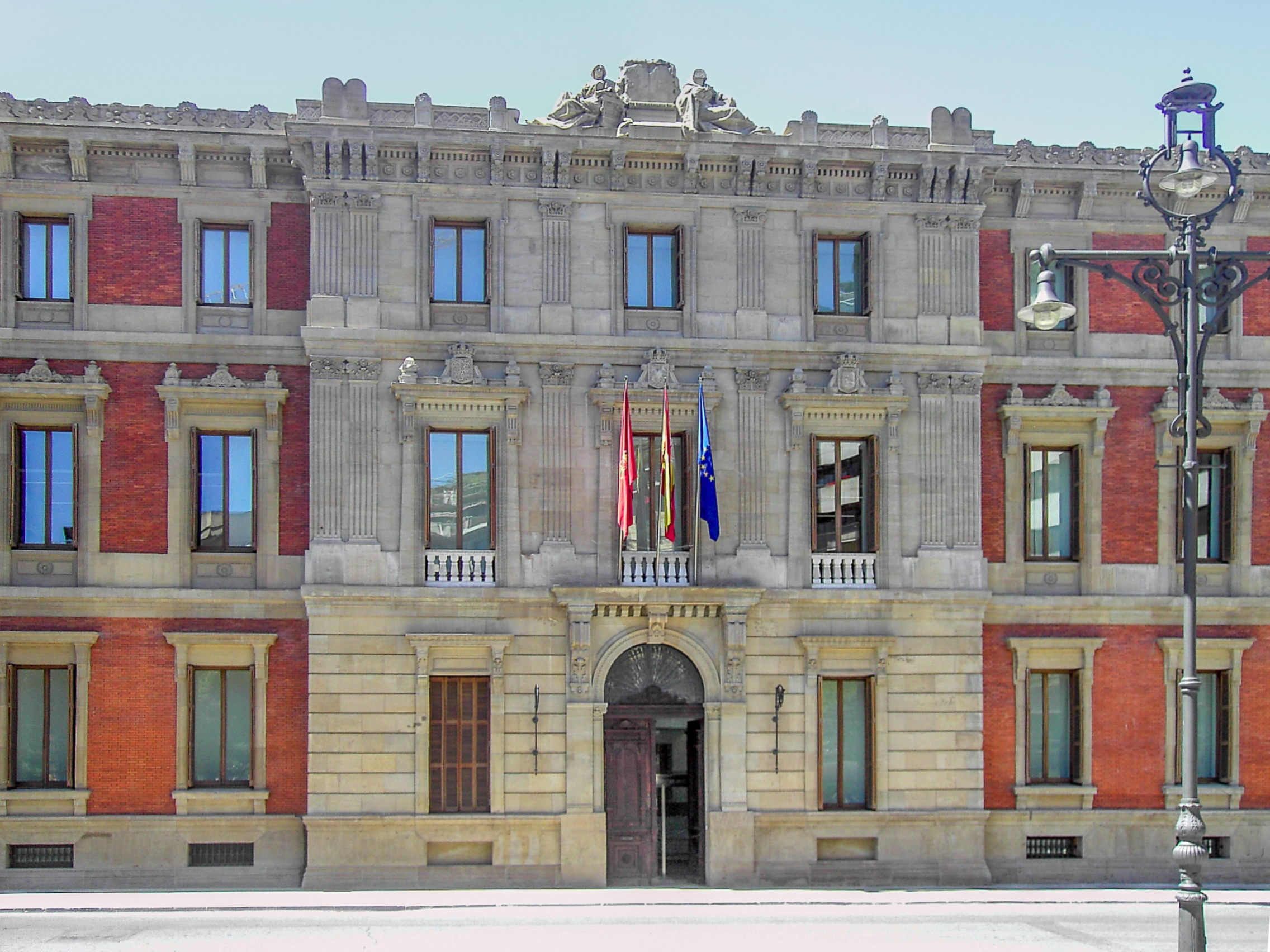
Fachada do Parlamento de Navarra, numa das extremidades do Passeio de Sarasate

- Portal de São Nicolau (San Nicolás) — Uma das antigas sete portas da muralha, foi construído em 1666, durante o reinado de Carlos II, quando era vice-rei de Navarra o duque de San Germán, cujas armas figuram nas suas pedras.

- Câmara de comércio — Obra de carácter burguês de 1890, da autoria de Florencio Ansoleaga.

- Parlamento de Navarra — Obra da autoria de Julián Arteaga, data de 1892; foi construído originalmente como tribunal (Palácio de Justiça) e foi reformado em 2000 por Juan Miguel Otxotorena, Mariano González Presencio, Javier Pérez Herreras e José Vicente Valdenebro.

- Nº 4 da Rua José Alonso — Edifício burguês de 1897, da autoria de Manuel Martinez de Ubago.

- Sede da Mancomunidade da Comarca de Pamplona — Obra de 1899 da autoria de Angel Goicoechea.

- Nº 6 da Rua General Chinchilla — Um dos maiores expoentes da arquitetura burguesa de Pamplona. É da autoria de Manuel Martínez de Ubago e data dos anos 1900. É um dos raros exemplos de arquitetura modernista da cidade. Em 2009 estava a ser recuperado para alojar uma das escolas de música pamplonesas.

- Governo militar — É o único edifício de origem militar dos que se construiram no Primeiro Ensanche que ainda se mantém. Data de 1915; começou por ser usado para habitação de oficiais e posteriormente passou a ter os escritórios da Comandancia Militar.

- Palácio de Congressos e Auditório de Navarra — Também conhecido por Baluarte, é uma obra de 2003 do arquiteto local Francisco Mangado.

- Nº 6 da Avenida do Exército — Construído em 1975, é da autoria de Fernando San Martín, Xabier Sánchez de Muniáin e Roberto Urtasun. Atualmente é a sede de um banco, além de ter vários dependências do Governo de Navarra, do Ayuntamiento e nele funcionarem algumas escolas profissionais.